# Wim Cuyvers
Wim Cuyvers (Hasselt, 19 februari 1958) is een Vlaams hedendaags architect.

## Biografie
Cuyvers behaalde zijn diploma architectuur aan de Gentse academie (1977-82). Na zijn studies werkte hij in de Verenigde Staten bij Preston Phillips en Venturi, Rauch & Scott Brown. Daarna werkte hij als stagiair bij Paul Robbrecht en Hilde Daem. Hij bleef in de jaren negentig bij gelegenheid met dit bureau samenwerken. In 1984 startte hij een eigen bureau in Gent, waarin hij architectuuropdrachten en wedstrijddeelnames combineerde met studiewerk over o.a. Sarajevo en rustplaatsen op autowegen. Hij doceerde aan de academies voor bouwkunst van Tilburg en de Design Academy Eindhoven en aan Sint-Lucas in Gent. In 2000 vestigde hij zich in de Franse Jura. Hij was tot in 2008 als adviserend onderzoeker verbonden aan de Jan van Eyck Academie in Maastricht.

## Projects
Wim Cuyvers is als architect actief als ontwerper. Enkele projecten omvatten:
- Woning Baete Doubbel, vrijstaande woning, Gits, 2000.
- Stroom Den Haag, centrum voor beeldende kunst, Den Haag, 2005.
- Namahn, woning en kantoren, Sint-Joost-ten-Node, 2009.
- Weeping Building, crematorium, Sint-Niklaas, niet-gerealiseerd.

## Prijzen
Op 8 februari 2006 heeft Wim Cuyvers de Cultuurprijs Vlaanderen 2005 ontvangen in de categorie Architectuur.
- Bibsys: 4068738
- Gemeinsame Normdatei: 121623815
- International Standard Name Identifier: 0000 0000 7866 1758
- Library of Congress Control Number: n97099050
- Nationale Bibliotheek van Israël: 987007448712605171
- Nederlandse Thesaurus van Auteursnamen: 183372816
- RKD-Nederlands Instituut voor Kunstgeschiedenis: 98498
- Système universitaire de documentation: 08012559X
- Virtual International Authority File: 75605831
- WorldCat: E39PBJqFK87TmMWFBptFthCCwC